# Jan Kazimierz Lanckoroński
Jan Kazimierz Lanckoroński z Brzezia herbu Zadora (zm. w 1698 roku) – kasztelan radomski w latach 1693-1698.
Był elektorem Augusta II Mocnego z województwa sandomierskiego w 1697 roku, podpisał jego pacta conventa.